# Чжу Юсун
Чжу Юсун (кит.: 朱由崧; піньїнь: Zhu Yousong), храмове ім'я Аньцзун (кит.: 安宗; піньїнь: Anzong; 5 вересня 1607 — 23 травня 1646) — перший імператор династії Південна Мін.

## Життєпис
Був сином Чжу Чаньсюня, третього сина імператора Чжу Їцзюня. Батько Чжу Юсуна, хоч і не став офіційним спадкоємцем престолу династії Мін, був матеріально забезпечений, а також мав земельні володіння в Хенані й сусідніх Шаньдуні та Хубеї. Коли 1640 року повстанці на чолі з Лі Цзиченом захопили Лоян Чжу Чаньсюня засмажили, а його плоть роздали повстанцям. Однак його дружина з сином, Чжу Юсуном зуміли втекти, а 1643 року останній отримав від імператора Чжу Юцзяня титул великого князя Фу.
Відповідно до свідчень сучасників Чжу Юсун пішов у батька, тобто, полюбляв алкоголь і розваги, тому коли після смерті імператора Чжу Юцзяня та захоплення Пекіна маньчжурами нанкінські мандарини в травні 1644 почали вирішувати, кому доручити зайняти престол, кандидатура Чжу Юсуна викликала у багатьох значні сумніви. Тим не менше, він був наступним у порядку спадкування трону після синів покійного імператора, тому прибічники князя Фу на чолі з Ма Шиїном зуміли швидко організувати його доправлення з берегів річки Хуайхе на півночі Цзянсу до Нанкіна, де його 5 червня урочисто зустріли чиновники. За два дні його було проголошено регентом. Уже 19 червня його проголосили імператором.
Втім правління Чжу Юсуна виявилось нетривалим. Ані фінансово, ані організаційно, ані у військовому сенсі Південна Мін не мала значної сили. Реальний контроль Нанкіна не простягався за межі кількох прилеглих провінцій, і навіть там стягнення податків часто ускладнювалось тим, що місцеве населення було розграбовано розбійницькими загонами. Сам уряд також мав значні внутрішні суперечності, а військо подекуди складалось із місцевих розбійників. Багато хто при дворі вважав, що головну небезпеку державі складають не маньчжури а повстанці Лі Цзичена й інші бандити, тому певною мірою вітали антиповстанську діяльність маньчжурів на півночі країни.
Після нищівної поразки мінських сил у Янчжоу та виходу маньчжурів до Янцзи імператор Чжу Юсун утік зі столиці 3 червня 1645 року. Втім він ніде не зміг знайти притулку. 15 червня його взяли в полон війська Цін. 18 червня маньчжури привезли його до Нанкіна, після чого перевезли до Пекіна, де стратили 1646 року.

## Девіз правління
- Хунґуан (弘光) 1644—1645